# Bronisław Piniecki
Bronisław Wiktor Piniecki (ur. 16 września 1892 w Karczewie, zm. wiosną 1940 w Katyniu) – podpułkownik artylerii Wojska Polskiego, powstaniec wielkopolski, uczestnik wojny polsko-bolszewickiej i kampanii wrześniowej. Ofiara zbrodni katyńskiej.

## Życiorys
Urodził się w wielodzietnej rodzinie nauczyciela Bronisława i Bronisławy de Ellimer. Uczęszczał do gimnazjów w Poznaniu i Wschowie. Od 1906 działał w tajnej organizacji patriotycznej Towarzystwa Tomasza Zana, w latach 1912–1914 był jego prezesem we Wschowie. Założył także Drużynę Strzelecką i pełnił w niej funkcję zastępcy komendanta. W 1914 zdał egzamin dojrzałości, następnie został powołany do armii niemieckiej i skierowany na front zachodni. Mianowany 24 sierpnia 1917 podporucznikiem. W armii niemieckiej służył do 1918.
Od 16 października w dywizjonie zapasowym 23 pułku artylerii Poznań. W listopadzie 1918 wstąpił do POW Zaboru Pruskiego, następnie zorganizował 1 batalion poznański, który 27 grudnia 1918 brał udział w zajęciu magazynów uzbrojenia przy Wielkich Garbarach w Poznaniu, a na początku stycznia 1919 w walkach o Stację Lotniczą na Ławicy później wcielony do 10 pułku strzelców wielkopolskich.
Od 20 października 1919 przydzielony do szkoły podoficerskiej 1 pułku strzelców wielkopolskich. W ramach 1 pułku artylerii ciężkiej Wielkopolskiej uczestniczył w wojnie polsko-bolszewickiej. 20 października 1920 otrzymał awans na kapitana. 16 czerwca 1920 objął dowództwo baterii w 14 pułk artylerii, a od 20 lipca 1920, 5 baterii w 15 pułku artylerii.
"Za męstwo w czasie walk pod Płockiem wyróżniony Orderem Virtuti Militari".
Od 1922 dowodził dywizjonem w 7 pułku artylerii ciężkiej w Poznaniu. 12 kwietnia 1927 został mianowany majorem ze starszeństwem z 1 stycznia 1927 i 22. lokatą w korpusie oficerów artylerii. W listopadzie tego roku został przesunięty ze stanowiska dowódcy dywizjonu na stanowisko kwatermistrza, a 1 sierpnia 1929 przesunięty ponownie na stanowisko dowódcy dywizjonu. 23 marca 1932 został przeniesiony do 19 pułku artylerii lekkiej w Nowej Wilejce na stanowisko dowódcy II dywizjonu, detaszowanego w Mołodecznie. 24 stycznia 1934 został awansowany na podpułkownika ze starszeństwem z dniem 1 stycznia 1934 i 6. lokatą w korpusie oficerów artylerii. W maju 1934 został przeniesiony do 17 pułku artylerii lekkiej w Gnieźnie na stanowisko zastępcy dowódcy pułku. W październiku 1934 został przeniesiony do 10 pułku artylerii ciężkiej w Przemyślu na stanowisko zastępcy dowódcy pułku.
We wrześniu 1939 był dowódcą artylerii dywizyjnej 36 Dywizji Piechoty. W czasie kampanii wrześniowej, po 17 września 1939 dostał się do niewoli sowieckiej. Przebywał w obozach w Starobielsku i Kozielsku. Wiosną 1940 roku został zamordowany przez funkcjonariuszy NKWD w Katyniu i tam pogrzebany. Od 28 lipca 2000 spoczywa na Polskim Cmentarzu Wojennym w Katyniu.

## Awanse
- podporucznik – 24 sierpnia 1917[3]
- porucznik – 13 kwietnia 1919[3]
- kapitan – 20 października 1920[3]
- major – 12 kwietnia 1927
- podpułkownik – 24 stycznia 1934

## Życie prywatne
Żonaty od 1921 z Marią Pędzińską, z którą miał trzech synów: Ryszarda Jana, Jerzego Bronisława i Andrzeja Ksawerego.

## Ordery i odznaczenia
- Krzyż Srebrny Orderu Wojskowego Virtuti Militari nr 4122[3]
- Krzyż Niepodległości (20 lipca 1932)[13][3]
- Krzyż Walecznych[14][3]
- Złoty Krzyż Zasługi (22 grudnia 1928)[15][14][3]

- Medal Pamiątkowy za Wojnę 1918–1921[16]
- Medal Dziesięciolecia Odzyskanej Niepodległości[16]

## Awanse pośmiertne i upamiętnienie
5 października 2007 roku Minister Obrony Narodowej Aleksander Szczygło mianował go pośmiertnie do stopnia pułkownika. Awans został ogłoszony 9 listopada 2007 roku, w Warszawie, w trakcie uroczystości „Katyń Pamiętamy – Uczcijmy Pamięć Bohaterów”.
W ramach akcji „Katyń... pamiętamy” / „Katyń... Ocalić od zapomnienia”, w 2012 w Parku im. Ignacego Paderewskiego w Toronto–Etobicoke został zasadzony Dąb Pamięci honorujący Bronisława Pinieckiego.